# Истаравшан
Истаравша́н (тадж. Истаравшан, до 2000 года — Ура-Тюбе, Уратюбе, тадж. Ӯротеппа) — второй по величине город в Согдийской области Таджикистана. Является административным центром Истаравшанского района.

## Расположение
Истаравшан расположен на севере Таджикистана, в предгорьях Туркестанского хребта, в 48 км от станции Хаваст, в 73 км от областного центра — города Худжанда и в 268 км от города Душанбе.  

## География
Истаравшан расположен на высоте 1140 метров над уровнем моря. Площадь Истаравшана составляет 900 км². В 6 км южнее расположено Каттасойское водохранилище. Оно образовано в 1965 году с целью водообеспечения района и орошения прилегающих земель. Основное его водоснабжение осуществляется за счет речек Басманда, Каттасай, Шахристансай. Полный объём водохранилища составляет 55 млн м³, площадь при отметке НПУ 1168 м — 298 га. Максимальная глубина — 15 м.

## История
Истаравшан — город-музей, древний центр торговли и ремёсел, один из древнейших городов Центральной Азии. В 2002 году Истаравшану исполнилось 2500 лет.
По письменным источникам и некоторым археологическим данным известно, что в VI—IV веках до нашей эры в связи с развитием ремёсел и торговли в оседлых среднеазиатских областях наряду с мелкими сельскими поселениями, возникли крупные населённые пункты городского типа.
Помимо Самарканда в Средней Азии того периода существовали и другие города. Одним из них был нынешний Истаравшан, а в прошлом Кирополь (Курушкада), названный так по имени основателя персидской державы Кира-Куруша (559—529 годы до н. э.). Город был основан в VI веке до нашей эры этим ахеменидским царём, укрепившим поселение тремя рядами стен и цитаделью.
Кирополь обязан своим происхождением росту ремесленного производства и торговли. К тому времени, когда Александр Македонский завоевал Среднюю Азию (IV век до н. э.), Курушкада была уже большим, хорошо укреплённым городом.
Во II—VII веках на территории Истаравшана располагалось городище Мугтеппа — место проживания местной аристократии, возводившей тут многочисленные замки со своеобразной, выразительной архитектурой. Об этом свидетельствуют обнаруженные поселения Бунджикат (Кахкаха) и Чильхуджра, имевшие хорошо укреплённые сооружения с дворцовыми и культовыми постройками, украшенными росписями и резными панно.

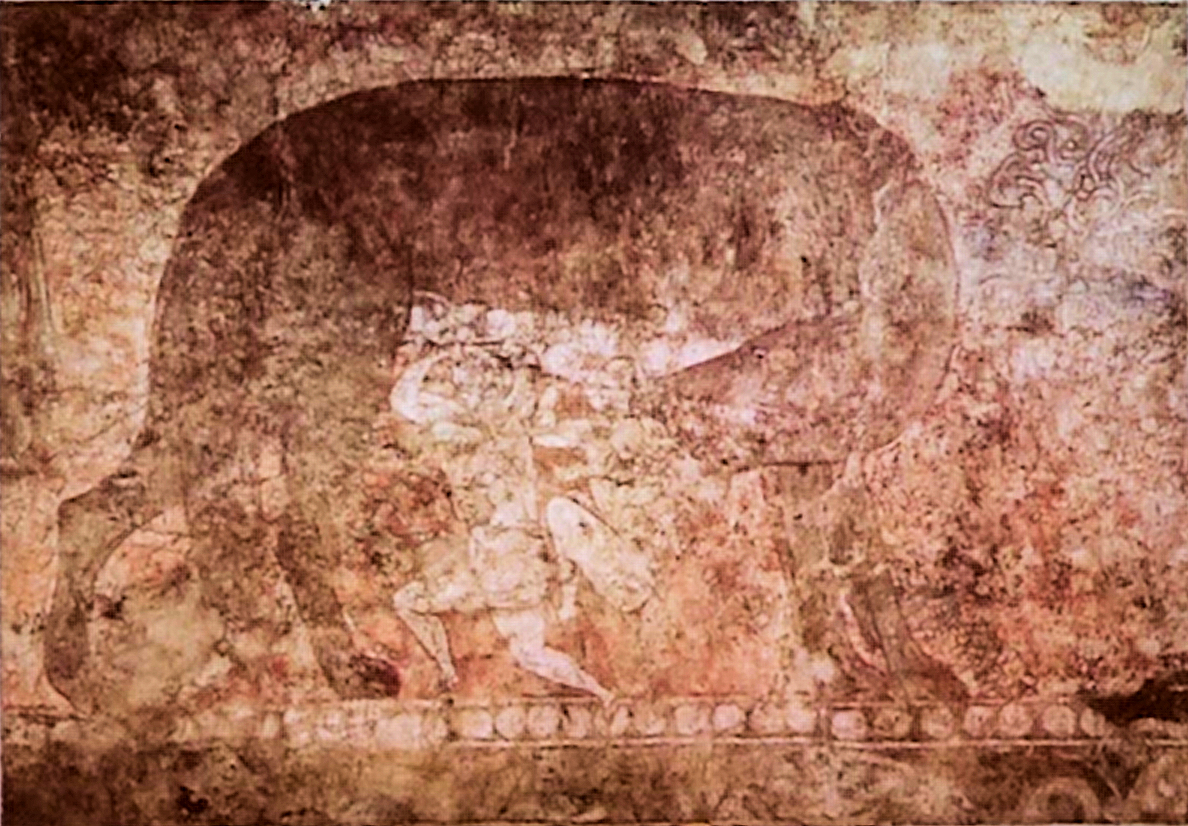
«Ромул и Рем» из Бунджиката, VIII век

В Бунджикате, в частности, была обнаружена роспись с изображением волчицы, кормящей двух младенцев — свидетельство контактов Запада и Востока. На холме Муг, где располагалась резиденция местного правителя, до наших дней сохранились лишь ворота с куполом и колоннами по бокам.
В годы арабского владычества Истаравшан стал провинцией Арабского халифата. В это время появляются исламские архитектурные сооружения портально-купольных конструкций — мечети, медресе, мавзолеи, минареты и др. Бурное развитие Истаравшана связывают с правлением таджикской династии Саманидов (IX—X века).
В XIII веке город был разрушен монголами. Второй период расцвета Истаравшан переживает в XIV веке, когда формируется могущественная империя Тимуридов. Теперь город называется Ура-Тюбе. В XVI веке Мавераннахр (а вместе с ним и Ура-Тюбе) теряет своё значение в результате образования нового государства Шейбанидов со столицей в Бухаре.
В XVIII веке Ура-Тюбе вновь получает развитие. Именно в это время были укреплены цитадель и стены крепости, реставрированы старые и возведены новые сооружения, способные выдержать атаки многочисленных кочевых племён, атакующих город. В 1866 г. крепость взята русскими войсками.
В январе 1861 года произошло сражение у Ура-Тюбе между бухарскими и кокандскими войсками. В сражении у стен Ура-Тюбе бухарская 18-тысячная армия была разгромлена молодым кокандским полководцем Алимкулом, который блестяще применил линейную тактику боя. В плен к кокандцам попало по разным оценкам от 600 до 1000 бухарских воинов. В результате переговоров крепость Ура-Тюбе вошла в состав Кокандского ханства.
В 1886 году Ура-Тюбе вошёл в состав Российской империи. До наших дней сохранился ряд интересных исторических и архитектурных памятников, свидетельств яркого исторического прошлого города.
В 1954 году при археологических раскопках на окраине Ура-Тюбе найдена крупная удлинённо-треугольная по очертанию пластина из чёрного сланца. Пластина относится к мустьерскому времени древнекаменного века и имеет возраст около 100 000 лет.

В 1945—1947 годах Ура-Тюбе был центром Ура-Тюбинской области Таджикской ССР.
В 2000 году в рамках программы очистки от элементов советской, монгольской и наследников монголоидной культуры, власти страны переименовали Ура-Тюбе обратно в Истаравшан.

## Население
| Численность населения | Численность населения | Численность населения | Численность населения | Численность населения | Численность населения | Численность населения | Численность населения |
| 1939                  | 2003                  | 2004                  | 2005                  | 2006                  | 2007                  | 2008                  | 2009                  |
| --------------------- | --------------------- | --------------------- | --------------------- | --------------------- | --------------------- | --------------------- | --------------------- |
| 25 516                | ↗55 700               | ↗56 900               | ↗58 000               | ↗59 200               | ↗60 200               | ↗61 700               | ↗62 900               |
| 2019                  | 2020                  | 2021                  | 2022                  |                       |                       |                       |                       |
| ↗64 600               | ↗65 600               | ↘63 300               | ↗64300                |                       |                       |                       |                       |

## Промышленность
Сегодня город является одним из крупнейших центров ремесла, в частности, в резьбе по дереву, гончарным изделиям и изготовлению национальной кожи. Истаравшан в течение нескольких веков был одним из трёх центров художественного вышивания..
|                                                                                        | |                      |                  |                                      |
| Бутыль из тыквы, Истаравшан, Таджикистан, X век н. э., Национальный музей Таджикистана | Ваза с куфической надписью «аль-Юмн» (Счастье), X-XI вв. н. э., Истаравшан, Таджикистан, Национальный музей древностей Таджикистана (941-1442) | Орнаменты художников | Ножи Истаравшана | Народные духовые инструменты из меди |

## Транспорт и туризм
Город не имеет аэропорта, и основными путями проезда к городу являются дорожные сообщения. Расстояние от г. Душанбе до г. Истаравшан составляет 300 км, а из города Худжанда, центра Согдийской области до центра Истаравшана 80 км.
Питание для туристов организовывается в ресторанах и чайханах, в которых предоставляют национальные блюда (плов, курутоб, шашлык, шурпа говяжья и из баранины, мастоба, манты, шакароб, самбуса и другие).
Туристические услуги (трансферт, бронирование, услуги гидов и экскурсоводов, размещение и питание) туристам предоставляют туристические компании Республики Таджикистан, которые имеют свои филиалы по всей республике.

## Достопримечательности

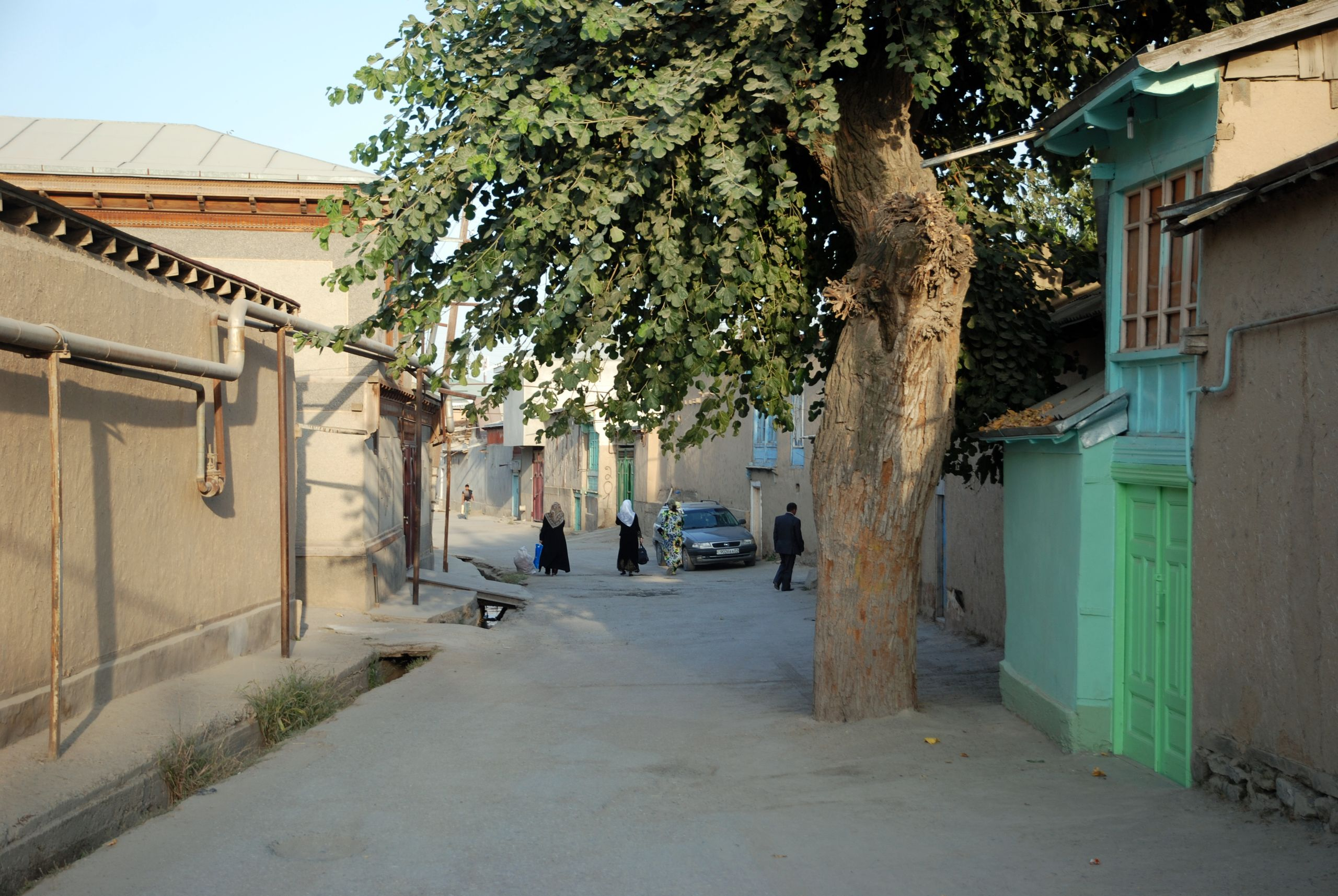
Старый город

### Городище Муг-Теппа

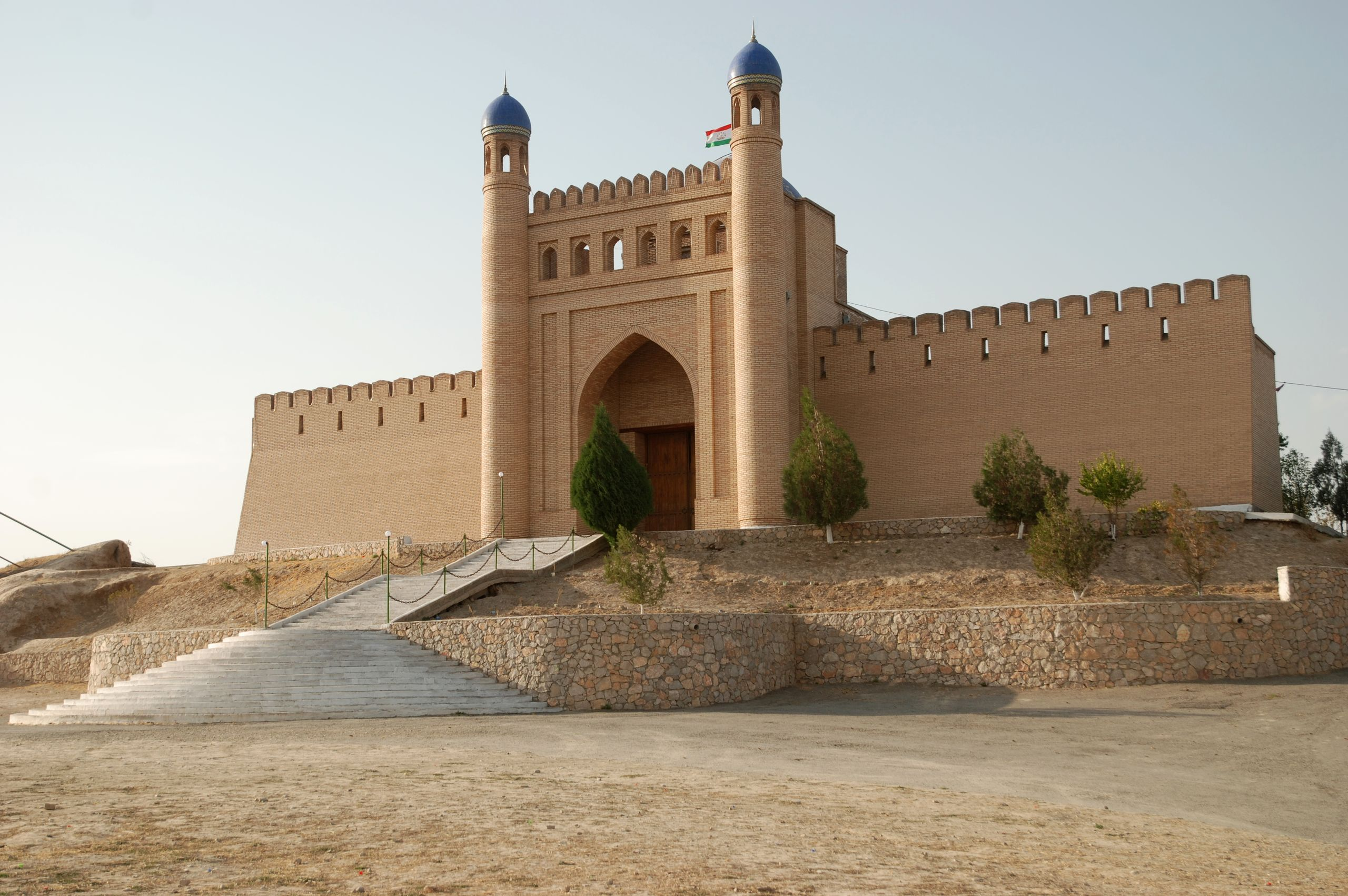
Замок Мугтеппа

Уникальный памятник периода Ахеменидов со своеобразной архитектурной и материальной культурой. Является археологическим памятником ХII — IV веков до нашей эры. 

### Историко-краеведческий музей
Музей занимает здание бывшей православной церкви, построенное в 1865—1867 годах. Это было одно из первых кирпичных зданий города, наряду с домом губернатора, школой и рядом административных построек, все они хорошо сохранились и служат украшением одной из центральных частей города, которую многие жители продолжают называть «русским кварталом».

### Музей Дерево-Сад
Этнографический музей в дупле древнего дерева, где разместились десятки различных экспонатов, рассказывающих историю этой местности и народа.

## Религиозные памятники

### Ансамбль Хазрати Шох
Состоит из трёх культовых построек:
- Мавзолей Хазрати Шох;
- Мавзолей Худоёра Валами;
- Мечеть Намазгох.

### Мавзолеи

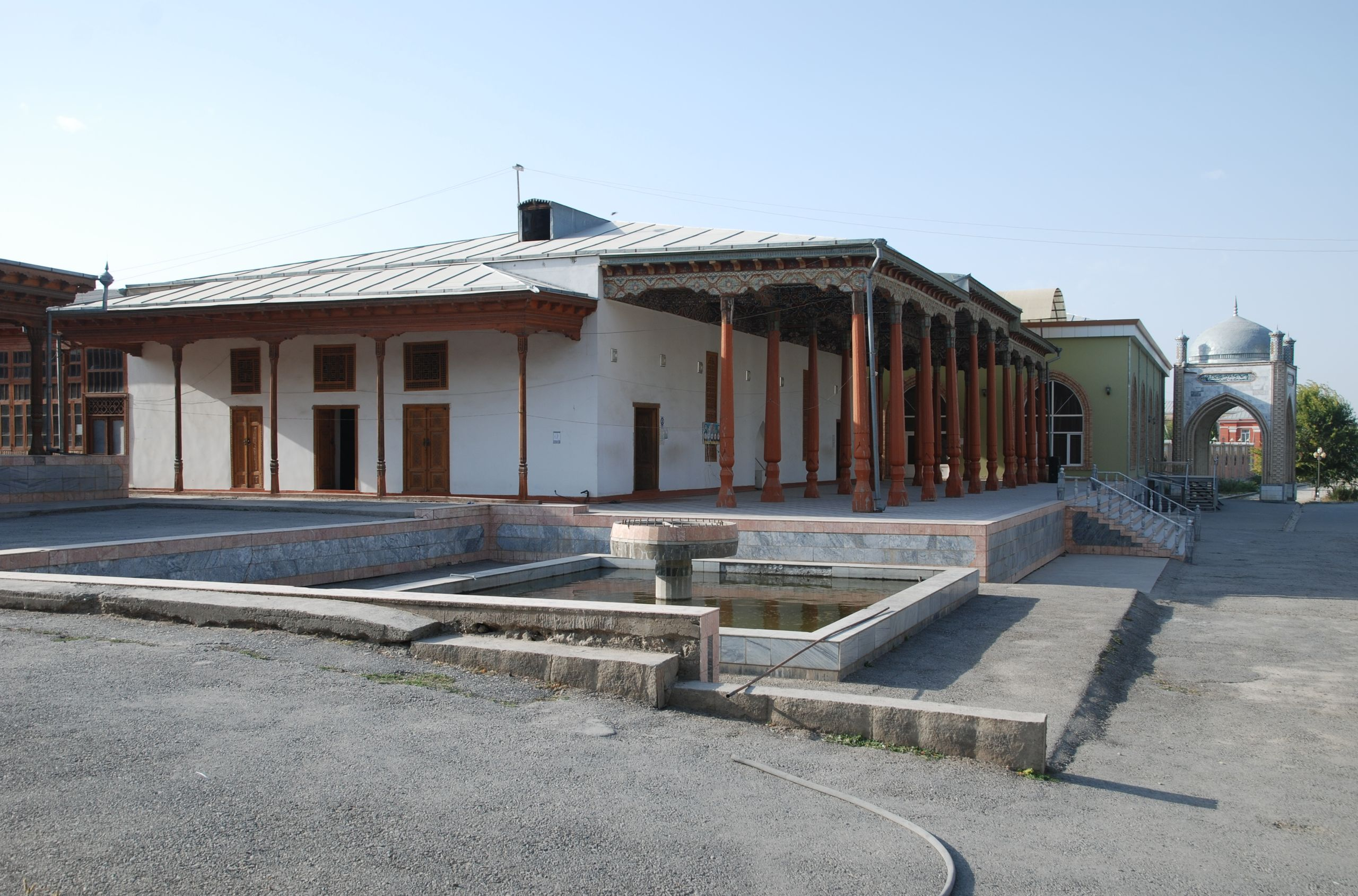
Хазрати Шох

- Мавзолей Сари Мазор — сооружен из жженого кирпича. Здание состоит из квадратного купольного помещения с крестообразной формой. В гурхоне (могильнике) имеется ганчевое надгробие;
- Мавзолей Аджинахона — предположительно, здесь была похоронена знатная женщина по имени Биби-бегимджон — потомок Махдуми Хоразми;
- Мавзолей Чор-Гумбаз — относится к архитектурным сооружениям конца XIX — начала XX веков. На одной из деревянных частей потолка оставлена надпись: «1321 хиджри», что соответствует 1903 году;
- Мавзолей Абдулкодыра Джелони — расположен на территории древнего кладбища, является архитектурным памятником XVI века и представляет собой небольшое монументальное, купольное, кирпичное сооружение из квадратного помещения.

### Мечети

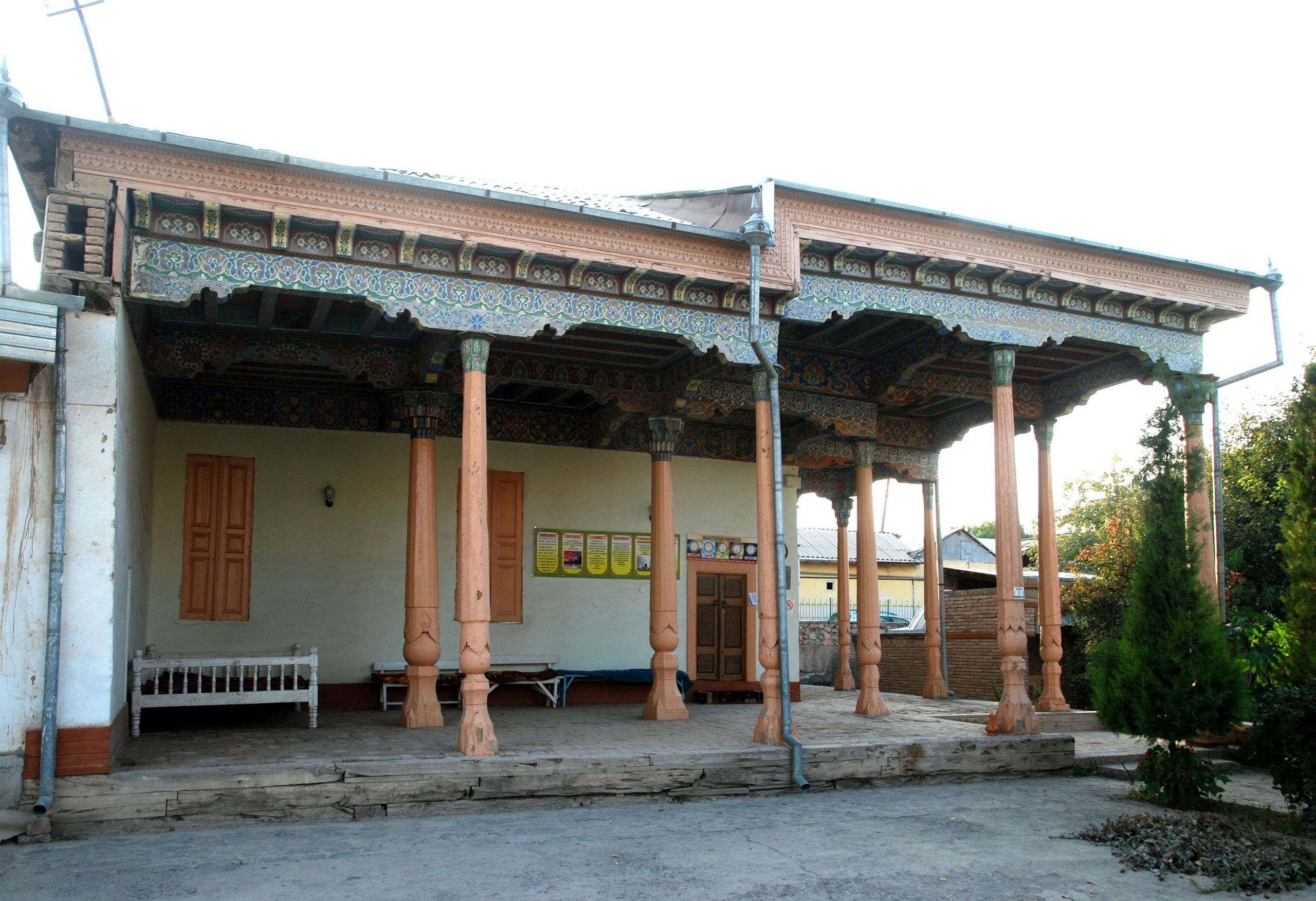
Хавзи Сангин

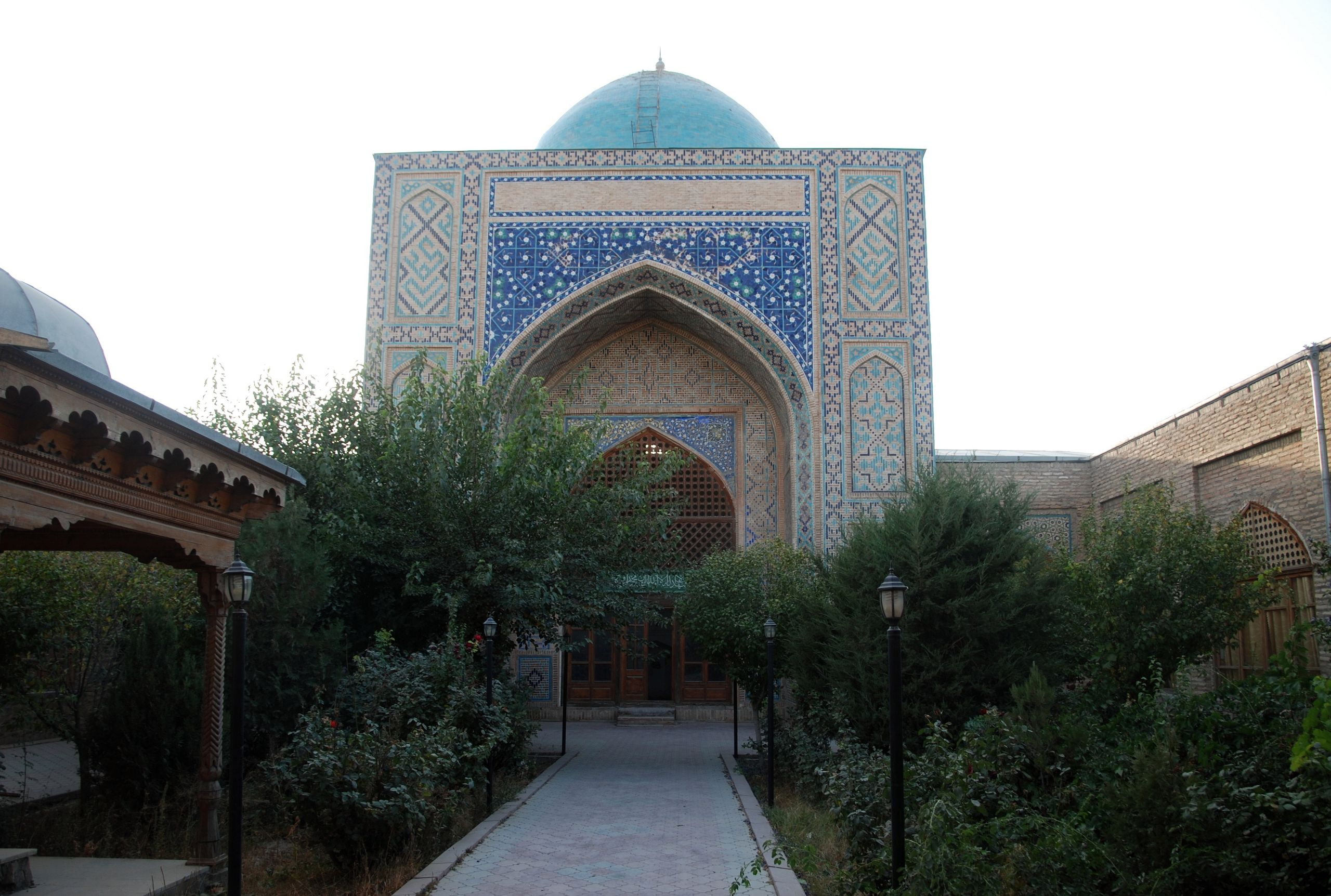
Кок-Гумбаз

- Хавзи Сангин — купольная мечеть Сангин (XII—XVI в.в.), что в переводе означает «Каменная». Это связано с тем, что стены мечети до половины выложены из камня. Получила свое название от хауза (водоема), берега которого были укреплены камнем;
- Мечеть Абдулатифа Султана — считается одной из главных достопримечательностей древнего города, которую за её цвет ещё называют «Кок-Гумбаз», «Голубой купол»;[19]
- Бобо-Тога — является архитектурным памятником ХVI — XIX веков и представляет собой двухкамерное портально-купольное сооружение. По преданию, мавзолей возведен над неизвестной могилой;
- Мавлоно Усмони Чархи — расположена в глубине квартала Ободи. Является архитектурным памятником XIX века и по своему плану представляет квадратный одноколонный хонака. Мечеть окружена с трех сторон колонным айваном.

## Спорт
- Футбольный клуб «Истаравшан»;
- Футбольный клуб «Далерон-Уротеппа»

## Знаменитые люди
- Негматуллаев Собит Хабибуллаевич - Советский и таджикский ученый-сейсмолог, академик Академия наук СССР, АН РТ;
- Усто Али Яхьяев — Народный художник СССР, мастер резьбы по дереву, основатель колледжа народного искусства (2008);
- Наби Махмаджанович Акрамов — Герой Советского Союза;
- Ахрор Мухтарович Мухтаров — таджикский учёный-историк, действительный член Академии наук Таджикистана;
- Мирсаидов, Ульмас Мирсаидович — таджикский учёный-химик, академик АН РТ;
- Бабаджанов, Пулат Бабаджанович — таджикский учёный-астроном, академик АН РТ, Лауреат премии имени Абуали ибн Сино;
- Ахунов Камол Баротович — Герой Социалистического Труда;
- Сабохат Джамолова — Герой Социалистического Труда;
- Раджаб Амонов — таджикский учёный-филолог, академик АН РТ;
- Дильшоди Барно — таджикская поэтесса (XIX в.);
- Саййид Гозихон тура-псевдоним Нола — таджикский поэт, кази (судья) Рошидона (Риштан) XIX в.
- Сухайли Джавхаризаде — таджикский поэт и писатель.
- Зуфархон Джавхари — таджикский поэт и писатель.

## Города-побратимы
- Красноярск, Россия (2000)[20]

## На почтовых марках

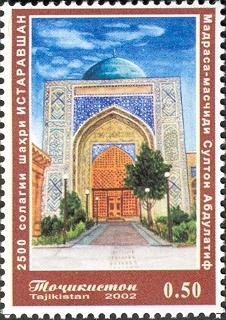
2002
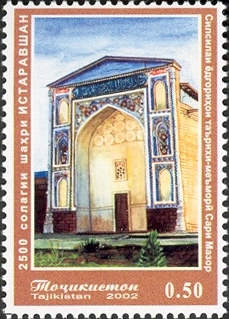
2002
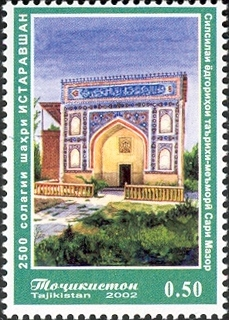
2002
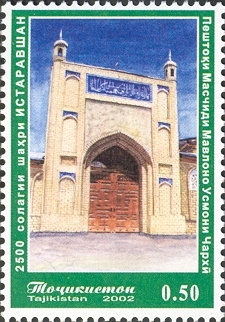
2002